# Чесноковка (приток Липовки)
Чесноковка — река в Кошкинском районе Самарской области России. Устье реки находится в 6,9 км по левому берегу реки Липовка. Длина реки составляет 18 км, площадь водосборного бассейна — 78,4 км².

## Данные водного реестра
По данным государственного водного реестра России относится к Нижневолжскому бассейновому округу, водохозяйственный участок реки — Сок от истока и до устья. Речной бассейн реки — Волга от верховий Куйбышевского вдхр. до впадения в Каспий.
Код объекта в государственном водном реестре — 11010000612112100006072.